# Molí de Daroqui
El Molí de Daroqui, Molí de la Llum, o Salt del Moro, fou un molí hidràulic construït al terme de Manises a la partida del Salt del Moro a la séquia de Quart. Fou fundat en 1846 per Joan Baptista Daroqui.

## Reconversió a central elèctrica
En 1905 la companyia Hidroelèctrica Volta va instal·lar al costat una mini central elèctrica amb recolzament tèrmic per a la producció de llum, formant un petit complex industrial, com els que es van construir a la comarca de l'Horta per a proporcionar subministrament energètic a l'inici del segle xx. Posteriorment va ser propietat de Societat Electrohidràulica del Túria i abastia 17 municipis de la comarca. Aquest canvi d'ús va implicar desviar el curs de la séquia de Quart per dalt terra per aprofitar l'energia i una important obra de condicionament de l'assut i el partidor de la séquia. L'edifici tenia tres naus amb coberta a dues aigües, amb murs recoberts de taulell de Manises amb flors i va funcionar fins a l'any 2000. L'any 2012 l'Ajuntament de Manises va aprovar el reconeixement com a Bé Immoble de Rellevància Local el Molí de Daroqui, expedient que en 2014 no estava conclòs i es va denunciar el seu estat de ruïna.